# Macroglossum cinerascens
Macroglossum cinerascens är en fjärilsart som beskrevs av Butler 1884. Macroglossum cinerascens ingår i släktet Macroglossum och familjen svärmare. Inga underarter finns listade i Catalogue of Life.